# Peter Mennin
Peter Mennin, właśc. Peter Mennini (ur. 17 maja 1923 w Erie w stanie Pensylwania, zm. 17 czerwca 1983 w Nowym Jorku) – amerykański kompozytor.

## Życiorys
Urodził się w rodzinie włoskich imigrantów. Muzyki początkowo uczył się u Tito Spampaniego. W 1940 roku podjął studia w Oberlin Conservatory of Music u Normanda Lockwooda, jednak w 1942 roku musiał przerwać edukację z powodu powołania do United States Air Force. Po demobilizacji w 1943 roku kontynuował naukę u Howarda Hansona i Bernarda Rogersa w Eastman School of Music w Rochester, gdzie w 1947 roku uzyskał stopień doktora. Dwukrotny laureat stypendium Fundacji Pamięci Johna Simona Guggenheima (1948 i 1956).
W latach 1947–1958 uczył kompozycji w Juilliard School of Music w Nowym Jorku. W 1958 roku objął funkcję dyrektora Peabody Conservatory of Music w Baltimore. Od 1962 do 1983 roku piastował funkcję rektora Juilliard School of Music, za swojej kadencji doprowadzając do utworzenia na tej uczelni Theater Center (1968) i American Opera Center (1970), a także zainicjowania festiwalu muzyki współczesnej. Od 1965 roku był członkiem National Institute of Arts and Letters.
Tworzył muzykę o charakterze akademickim, utrzymaną w idiomie neoklasycznym.

## Wybrane kompozycje
(na podstawie materiałów źródłowych)

### Utwory orkiestrowe
- 9 symfonii (I 1941 wycofana, II 1944, III 1946, IV „The Cycle” na chór i orkiestrę 1948, V 1950, VI 1953, VII „Variation Symphony” 1963, VIII 1973, IX „Sinfonia capricciosa” 1981)
- Concertino na flet, smyczki i perkusję (1944)
- Folk Overture (1945)
- Sinfonia na orkiestrę kameralną (1946)
- Fantasia na smyczki (1947)
- Canzona (1951)
- Concertato „Moby Dick” (1952)
- Koncert wiolonczelowy (1956)
- Koncert fortepianowy (1958)
- Canto na orkiestrę (1963)
- Symphonic Movements (1970, wycofane)
- Koncert fletowy (1983)

### Utwory kameralne
- Sonata organowa (1941, wycofana)
- 2 kwartety smyczkowe (I 1941 wycofany, II 1951)
- 5 utworów na fortepian (1949)
- Sonata concertante na skrzypce i fortepian (1956)
- Sonata fortepianowa (1963)

### Utwory wokalne i wokalno-instrumentalne
- 4 pieśni na sopran i fortepian (1941, wycofane)
- Alleluia na chór (1941)
- 4 Chinese Poems na chór (1948)
- 2 choruses na głosy żeńskie i fortepian (1949)
- The Christmas Story na sopran, tenora, chór, kwintet dęty blaszany, kotły i smyczki (1949)
- Cantata de Virtute: Pied Piper of Hamelin na narratora, tenora, bas, chór mieszany, chór dziecięcy i orkiestrę (1969)
- Voices na głos, fortepian, harfę, klawesyn i perkusję (1975)
- Reflections of Emily [Dickinson] na chór chłopięcy, harfę, fortepian i perkusję (1979)